# Finlay MacMillan
Finlay „Fin“ MacMillan (* 16. April 1996 in Govan, Glasgow) ist ein schottischer Filmschauspieler.

## Karriere
MacMillan wuchs als einziges Kind einer schottisch-irischen Mutter und eines französischen Vaters in Govan auf; nach der Scheidung seiner Eltern lebte er bei seiner Mutter und seinem Stiefvater. Schon als Kind besuchte er Schauspielkurse, später schrieben ihn seine Eltern an der Lourdes Secondary School ein, da deren Schauspielklassen einen guten Ruf hatten. Daneben interessierte sich MacMillan auch für Musik und spielte in einer Bluegrass-Band Mandoline.
Sein Schauspieldebüt hatte MacMillan schließlich 2013 in der schottischen Seifenoper River City. Zwischen 2014 und 2015 spielte er in der zehnten Staffel der BBC-Fernsehserie Waterloo Road mit. In Die Insel der besonderen Kinder von Tim Burton erhielt er 2016 seine erste Rolle in einem Kinofilm.

## Filmografie
- 2013: River City (Fernsehserie, 8 Episoden)
- 2014–2015: Waterloo Road (Fernsehserie, 10 Episoden)
- 2016: Die Insel der besonderen Kinder (Miss Peregrine’s Home for Peculiar Children)
- 2017: The Dark Mile
- 2018–2019: Penny on M.A.R.S. (Fernsehserie, 18 Episoden)

## Belege
1. ↑  Teddy Jamieson: Meet Glasgow’s new cinema star: Fin MacMillan on Tim Burton, Samuel L Jackson and why he won’t be leaving Govan. In: HeraldScotland.com. Herald & Times Group, 24. September 2016, abgerufen am 2. Mai 2017 (englisch).

| Personendaten    | Personendaten                 |
| ---------------- | ----------------------------- |
| NAME             | MacMillan, Finlay             |
| ALTERNATIVNAMEN  | MacMillan, Fin                |
| KURZBESCHREIBUNG | schottischer Filmschauspieler |
| GEBURTSDATUM     | 16. April 1996                |
| GEBURTSORT       | Govan, Glasgow                |